# Blepharostoma
Blepharostoma, rod jetrenjarki smješten u vlastitu porodicu Blepharostomataceae, dio reda Jungermanniales. 
Četiri vrste su priznate
1. Blepharostoma arachnoideum M. Howe
2. Blepharostoma minus Horik.
3. Blepharostoma quadrilaciniata (Sull.) Schiffner
4. Blepharostoma trichophyllum (L.) Dumort.